# Starcraft II: Heart of the Swarm
StarCraft II: Heart of the Swarm är ett expansionspaket till realtidsstrategispelet Starcraft II: Wings of Liberty av Blizzard Entertainment. Paketet gavs ut den 12 mars 2013. 
Heart of the Swarm är den andra delen av en planerad trilogi till StarCraft II, och som följer händelserna från Wings of Liberty och fortsätter i den tredje delen, titulerad Legacy of the Void. Paketet sätter fokus på spelrasen Zerg och som innehåller 20 singleplayer-uppdrag och nya karaktärer och banor till spelets multiplayerdel.

## Multiplayer
Heart of the Swarm innehåller 7 nya multiplayer-enheter och samtidigt ta bort 3 enheter. Man har också ändrat befintliga enheters och byggnaders förmågor och styrkor.

## Handling
Heart of the Swarm story är en uppföljare till Wings of Liberty och som fokuserar på Sarah Kerrigan och skapandet av ett nytt Zerg-imperium. Kerrigan anses inte längre vara den fruktade "Queen of Blades", och frågor kvarstår om varför Kerrigan inte längre är med Jim Raynor och om hennes förvandling har gett henne nya syften. Berättelsen börjar tre veckor efter slutet av Wings av Liberty, efter invasionen av zerg-planeten Char. Kerrigan har förvandlats till en människa, men som fortfarande besitter sina stora krafter. Hon har förts av Jim Raynor och Valerian Mengsk till en forskningsanstalt, som snart blir attackerad av Terran Dominions styrkor. Kerrigan lyckas fly, och hon får som ändamål att återta kontrollen över Zerg och anta sin hämnd på Terran Dominions diktator, Arcturus Mengsk.

### Figurer
- Tricia Helfer - Sarah Kerrigan
- Robert Clotworthy - Jim Raynor
- Karen Strassman - Izsha
- Steve Blum - Abathur/Dehaka/Yagdra
- Brian Bloom - Matt Horner
- James Harper - Arcturus Mengsk
- Fred Tatasciore - Zeratul/Swann
- Grey DeLisle - November "Nova" Terra
- Josh Keaton - Prince Valerian
- Rachael MacFarlane - Kate Lockwell
- Kath Soucie - Mira Han
- Frank Welker - Zurvan/Ancient One
- Courtenay Taylor - Lasarra
- Gary Anthony Williams - Horace Warfield
- Victor Brandt - Alexei Stukov
- Patrick Seitz - Amon
- Armin Shimmerman - Emil Narud
- Nika Futterman - Broodmother Zagara